# Pessinonte
Pessinonte (en grec Pessinous, Πεσσινούς ou Pissinous, Πισσινούς ; en latin : Pessinus), était, dans l'Antiquité, une ville de Galatie, chez les Galates Tectosages, peuples celtes issus de la Grande Expédition. Elle était située à 15 km du Sangarios et à 50 km au sud-ouest de Gordion, et correspond à l'actuel village de Ballıhisar ou Balhisar dans le district de Sivrihisar de la province d'Eskişehir en Turquie.
Le roi Midas lui-même serait à l'origine de la fondation de la cité et y aurait construit le premier temple de Cybèle au VIIIe siècle av. J.-C. Le culte de la déesse mère s'est ensuite répandu en Grèce, puis dans l'empire romain. Les fouilles menées depuis 1967 par des équipes d'archéologues de l'université de Gand ont permis de mettre au jour le centre de la cité.
Pessinonte était célèbre par :
- son temple de Cybèle, qui abritait un bétyle de la déesse, qu'on disait tombé du ciel ;
- le tombeau d'Attis.

Pessinonte est au IIe siècle av. J.-C. une théocratie : elle est gouvernée par une classe de prêtres héréditaires galates.